# Hot Wheels – Az 5-ös osztag
A Hot Wheels – Az 5-ös osztag (eredeti cím: Hot Wheels Battle Force 5) 2009-től 2011-ig futott amerikai–kanadai televíziós 3D-s  számítógépes animációs sorozat, amelynek rendezői Johnny Darrell, George Samilski és Clint Butler. Az írói Al Schwartz, Sean Jara és Andrew Nicholls, a zeneszerzői Brian Carson és Mike Northcott, a producerei Audu Paden, Ira Singerman és Irene Weibel. Műfaját tekintve filmvígjáték-sorozat, akciófilm-sorozat, kalandfilmsorozat és sci-fi filmsorozat. Amerikában a Cartoon Network vetítette, Kanadában a Teletoon sugározta, Magyarországon a Megamax adta.

## Ismertető
Vert Wheeler vezetésével a leghatalmasabb veszély ellen új generáció küzd. Ez a föld számára, valaha is ismert. A földet megtámadják gonosz fajok, amelyek idegen harcosokból, azon belül két csapatból állnak. Ezek a harcosok a vandálok, akik vadállat-szerűen barbár lények. A sark, egy baljós gépek csoportja, amelyek robotvezérlésűek. A dimenziók közötti zónák, a legnagyobb alkotásuk, amelyet régen hátrahagyott egy elveszett, fejlett és titokzatos kultúra. Az összes zónához egy kulcs tartozik, amelyet  meg kell szerezni ahhoz, hogy utat tudjanak nyitni a földre. Az ötös osztag szuper jó járművekkel küzd, amelyeket felfegyvereztek. Megküzdenek a vandálokkal, a sark gépeivel együtt. A kulcsot meg kell találniuk, hogy biztosítsanak minden egyes zónát és elzárják a betolakodóktól. A föld pedig így védve lesz a gonosz uralmától.

## Szereplők

### Szinkronhangok összesítése
| Szereplő                       | Eredeti hang                | Magyar hang                                       |
| 5-ös Osztag                    | 5-ös Osztag                 | 5-ös Osztag                                       |
| ------------------------------ | --------------------------- | ------------------------------------------------- |
| Vert Wheeler                   | Mark Hildreth               | Hamvas Dániel                                     |
| Agura Ibaden                   | Kathleen Barr               | Vadász Bea                                        |
| Sherman Cortez                 | Brian Drummond              | Gubányi György István                             |
| Spinner Cortez                 | Gabe Khouth                 | Czető Roland                                      |
| Stanford Isaac Rhodes IV       | Noel Johansen               | Szabó Máté                                        |
| Zoom Takazumi                  | Alessandro Juliani          | Szalay Csongor                                    |
| Tezz Volitov                   | Noel Johansen               | Előd Álmos                                        |
| AJ Dalton                      | Michael Dobson              |                                                   |
| Sage                           | Kira Tozer                  |                                                   |
| Zarkok                         |                             |                                                   |
| Zemerik                        | Michael Dobson              | Láng Balázs                                       |
| Zug                            | Brian Drummond              | Papucsek Vilmos                                   |
| Zorax                          | Brian Dobson                |                                                   |
| Tors-10                        | Michael Dobson              | Kisfalusi Lehel                                   |
| Vandálok                       |                             |                                                   |
| Kalus kapitány                 | Colin Murdock               | Vári Attila                                       |
| Krocomodo                      | Brian Drummond              |                                                   |
| Sever                          | Colin Murdock               |                                                   |
| Hatch                          | Kathleen Barr               | Szokol Péter                                      |
| Grimian                        | Scott McNeil                | Bolla Róbert                                      |
| Vörös Sentienek Krytus csapata |                             |                                                   |
| Krytus                         | Brian Drummond              | Kisfalusi Lehel (1. évad) Juhász Zoltán (2. évad) |
| Kytren                         | Michael Dobson              |                                                   |
| Kyburi                         | Kathleen Barr               |                                                   |
| Krylox                         | Colin Murdock               |                                                   |
| Kyrosys                        | Mark Hildreth               |                                                   |
| További Vörös Sentienek        |                             |                                                   |
| Karmekaris                     | Colin Murdock               |                                                   |
| Penta Warriors                 |                             |                                                   |
| Helixion                       | Liam O'Brien                |                                                   |
| További Emberek                |                             |                                                   |
| Jack Wheeler                   | Jim Byrnes                  |                                                   |
| Zeke                           | Colin Murdock               |                                                   |
| Grace                          | Kira Tozer                  |                                                   |
| Sheriff Johnson                | Brian Drummond Brian Dobson |                                                   |
| Zen                            | Kathleen Barr               |                                                   |
| Dan Wheldon                    | Dan Wheldon                 |                                                   |
| Master Takeyasu                | Scott McNeil                |                                                   |
| Simon Ian Rhodes II            | Alan Marriott               |                                                   |
| További szereplők              |                             |                                                   |
| Negative Kalus                 | Colin Murdock               | Vári Attila                                       |
| Rawkus                         | Mark Acheson                |                                                   |
| További Kék Sentienek          |                             |                                                   |
| Borealis                       | Michael Dobson              |                                                   |
| Sol                            | Michael Dobson              |                                                   |
| Diads                          |                             |                                                   |
| Praxion Diad                   | Mark Hildreth               |                                                   |
| Quardian Diad                  | Gabe Khouth                 |                                                   |

## Epizódok

### 1. évad
1. Startvonal (Starting Line)
2. Gyors siklás (Gearing Up)
3. Közönséges hiper tábor (Common Cold War)
4. Alapkiképzés (Basic Training)
5. Tükrözetlen (Missing in Action)
6. Roncshajsza (Junkyard Dogged)
7. Ellenséges felületen (Behind Enemy Lines)
8. Az emberem, zug (My Man, Zug)
9. Szövetség (Frenemy)
10. Ellenszer (Man Down)
11. Mesterséges (Artificial Intelligence)
12. Értelem a kiválasztott (Double Down)
13. Kelepcében (The Chosen One)
14. Viharzáró! (StormShocker!)
15. Duplázva (Cage Match)
16. Hibakihasználás (Glitchin)
17. Jégvilág (Cold As Ice)
18. Antimágnes (Mag Wheels)
19. Voltidő (Time Out)
20. Az ereklyék támadása (Artifact Attack)
21. Rajzás (Swarmed)
22. Gladiátorok (Gladiators)
23. Lelassulva (Spinning Out)
24. Mobi 3.0. (Mobi 3.0.)
25. Az ördögtengelye 1. rész (Axis of Evil Part 1)
26. Az ördögtengelye 2. rész (Axis of Evil Part 2)

### 2. évad
1. A vörös szentientek felemelkedése 1. rész (Ascent of the Red Sentients Part 1)
2. A vörös szentientek felemelkedése 2. rész (Ascent of the Red Sentients Part 2)
3. Az 5-ös csatahajó (Battleship 5)
4. Lázadás (Uprising)
5. Az ellenállás ereje (The Power of Resistance)
6. A bíborhős (The Crimson One)
7. Szellemvadászat (Spawn Hunters)
8. Megtalálva majd elveszítve (Found!...And Lost)
9. Fagyasztó (Deep Freeze)
10. A kharamanok ura (Lord of the Kharamanos)
11. Fúziós fejetlenség (Fusion Confusion)
12. A sárkány szája (Mouth of the Dragon)
13. Teljes gázzal (Full Throttle)
14. A kőszívű harcos (Stone Cold Warrior)
15. Az árnyzóna (The Shadow Zone)
16. Magmatrox vadászat (Hunt for the Magmatrox)
17. Szól a túlélő (Sol Survivor)
18. A kék hullám (The Blue Tide)
19. Hagyaték (Legacy)
20. Árnyfutók (Shadow Runners)
21. Csapás a múltból (Blast from the Past)
22. Grimian titka (Grimian's Secret)
23. Britus jó oldala (Better Off Red)
24. Hajsza a Zemerik burán (Get Zemerik)
25. Rumble a dzsungelben (Rumble in the Jungle)
26. Egyesülj és csapj le! (Unite and Strike!)